# Црква Сошествија Светог Духа у Подгорцу
Црква Сошествија Светог духа у Подгорцу је српска православна црква саграђена је 1838. године и најстарија је црква из 19. века у Црноречју.
Подигнута је за време владавине кнеза Милоша Обреновића, а први пут ју је освештао епископ Доситеј. Црква је 1931. године обновљена и реконструисана у време епископа др Емилијана Пиперковића. Након обнове, освећена је на трећи дан Ускрса 1931. године .
Летопис подгорачке цркве, сачуван је у рукопису и уредно је вођен од 1910. године. Подгорачку цркву данас опслужује један свештеник.